# Lysimachia filipes
Lysimachia filipes là một loài thực vật có hoa trong họ Anh thảo. Loài này được C.Z. Gao & D. Fang mô tả khoa học đầu tiên năm 1981.